# Scutigerella tusca
Scutigerella tusca är en mångfotingart som beskrevs av Juberthie-Jupeau 1962. Scutigerella tusca ingår i släktet norddvärgfotingar, och familjen snabbdvärgfotingar. Inga underarter finns listade i Catalogue of Life.